# Casa de Bernadotte
La Casa Real de Bernadotte es la actual casa real de Suecia, en la que ha reinado desde 1818. Entre 1818 y 1905 fue también la casa real de Noruega.
Esta casa real fue fundada por Jean Baptiste Jules Bernadotte, nacido en Pau, mariscal de Napoleón, escogido como sucesor del rey Carlos XIII quien fuera el último de la dinastía Holstein-Gottorp, ya que murió sin descendencia. El mariscal francés fue coronado en 1818 como Carlos XIV de Suecia —conocido en ese reino como Carlos XIV Juan— y Carlos III de Noruega (Carlos III Juan).

## Historia

Armas de Jean-Baptiste Bernadotte como príncipe de Pontecorvo.

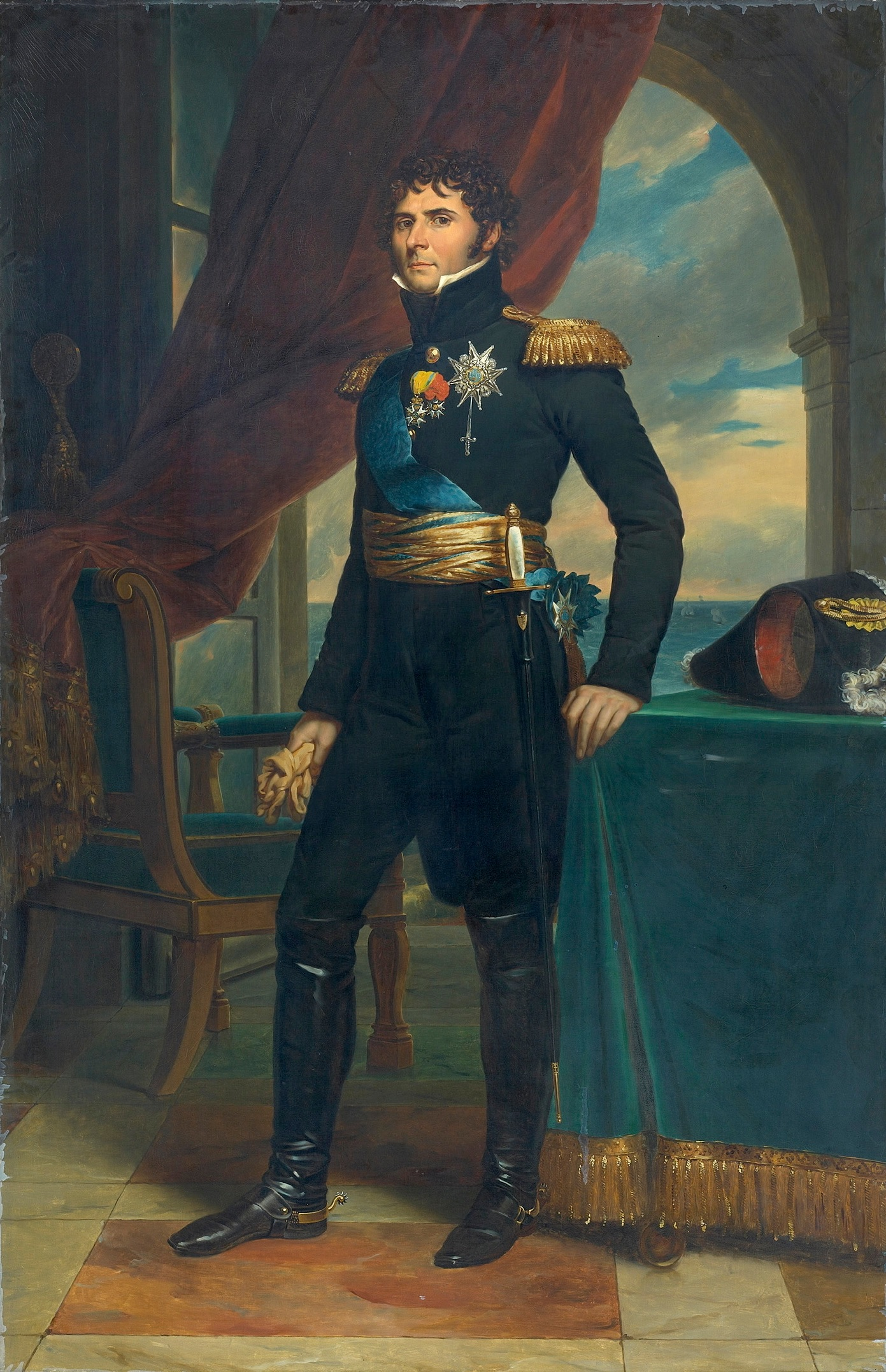
Carlos XIV Juan, príncipe heredero de Suecia, François Pascal Simon Gérard, 1811.

Después de la Guerra Finlandesa en 1809, Suecia perdió la posesión de Finlandia, que había constituido la mitad oriental del reino de Suecia durante siglos. El resentimiento hacia el rey Gustavo IV Adolfo precipitó un golpe de Estado. Gustavo Adolfo fue depuesto y su tío, Carlos XIII, fue elegido rey en su lugar. Debido a que Carlos XIII no tenía hijos, en 1810 el Riksdag, el parlamento sueco, eligió al príncipe Cristián Augusto de Augustenburgo de Dinamarca como heredero al trono. Sin embargo, murió ese mismo año.
En este momento, el emperador Napoleón I de Francia controlaba gran parte de Europa continental, y algunos de los reinos de su imperio fueron encabezados por sus hermanos. El Riksdag decidió elegir un rey que Napoleón aprobara. El 21 de agosto de 1810, el Parlamento eligió al mariscal Jean Baptiste Bernadotte como heredero al trono sueco.
Bernadotte, nacido en la ciudad de Pau, se había elevado al rango de general durante la Revolución francesa. En 1798 se casó con Désirée Clary, cuya hermana estaba casada con José, hermano mayor de Napoleón. En 1804 Napoleón promovió a Bernadotte a mariscal de Francia. Napoleón también le concedió el título de príncipe de Pontecorvo, una ciudad del centro de Italia.
Como príncipe heredero de Suecia, Bernadotte asumió el nombre de Karl Johan (Carlos Juan) y actuó como regente durante el resto del reinado de Carlos XIII. En 1813, rompió con Napoleón y Suecia se unió a la alianza antifrancesa. Consiguió una unión personal forzada entre Suecia y Noruega en la campaña de 1814 contra Noruega. Bernadotte reinó como rey Carlos XIV de Suecia y Carlos III Juan de Noruega, del 5 de febrero de 1818 hasta su muerte el 8 de marzo de 1844.
La Casa de Bernadotte reinó en ambos países hasta la disolución de la unión entre Noruega y Suecia en 1905. El príncipe Carlos de Dinamarca, nieto de Carlos XV de Suecia y tataranieto de Carlos XIV, fue elegido como el rey Haakon VII de Noruega.

## Escudo
El escudo de armas de la Casa de Bernadotte combina el escudo de armas de la Casa de Vasa, el escudo de armas de Bernadotte como príncipe de Pontecorvo y el Águila de Zeus (emblema que comparte con la Casa Bonaparte). Es visible como escusón en el Escudo de Armas Mayor del Reino.

## Reyes de Suecia
- Carlos XIV Juan, rey de 1810 a 1844.
- Óscar I, rey de 1844 a 1859.
- Carlos XV, rey de 1859 a 1872.
- Óscar II, rey de 1872 a 1907.
- Gustavo V, rey de 1907 a 1950.
- Gustavo VI Adolfo, rey de 1950 a 1973.
- Carlos XVI Gustavo, rey desde 1973.

## Reyes de Noruega
- Carlos III Juan, rey de 1810 a 1844.
- Óscar I, rey de 1844 a 1859.
- Carlos IV, rey de 1859 a 1872.
- Óscar II, rey de 1872 a 1905.

## Consortes de monarcas extranjeros
- Lovisa, reina de Dinamarca de 1906 a 1912.
- Astrid, reina de los belgas de 1934 a 1935.
- Ingrid, reina de Dinamarca de 1947 a 1972.